# Une blonde en cavale
Pour plus de détails, voir Fiche technique et Distribution.
Une Blonde en cavale (titre original : Beautiful Joe) est un film américain réalisé par Stephen Metcalfe (en), sorti en 2000.

## Synopsis
Un mourant trouve que les chevaux, les blondes, et la mafia peuvent achever sa vie plus rapidement que le cancer. Joe (Billy Connolly) est un gars ordinaire qui dirige un magasin de fleurs et n'a jamais eu beaucoup de chance. Les perspectives semblent sombres pour Joe quand lui est diagnostiqué une tumeur au cerveau, mais  l'horizon s'éclaircit quelque peu quand il gagne le gros lot aux courses. Toutefois, Hush (Sharon Stone), une danseuse exotique gravement endettée envers un gang de voyous, lui vole sa fortune nouvellement acquise pour les rembourser. Joe récupère son argent en expliquant aux gangsters ce qui est arrivé, mais seulement parce qu'ils le prennent pour un baron de syndicat dont ils ont entendu parler, mais jamais rencontré. Lorsque les bandits découvrent que Joe est un fleuriste et non un criminel de carrière, ils trouvent la situation tout sauf amusante.

## Fiche technique
- Titre : Une Blonde en cavale
- Titre original : Beautiful Joe
- Réalisation : Stephen Metcalfe (en)
- Scénario : Stephen Metcalfe (en)
- Photographie : Thomas E. Ackerman
- Montage : Michael Bradsell
- Musique : John Altman
- Producteur : Steven Haft, Fred Fuchs
- Sociétés de production : Production Capitol Films, États-Unis ; Haft Entertainment, États-Unis
- Genre : Comédie dramatique
- Durée : 98 minutes
- Dates de sortie : 
  -  France : 4 octobre 2000

## Distribution
- Sharon Stone : Hush
- Billy Connolly : Joe
- Gil Bellows : Elton
- Jurnee Smollett : Vivian
- Dillon Moen : Lee
- Jaimz Woolvett : Mouse
- Alan C. Peterson : Howdy
- Dann Florek : Happy
- Ian Holm (VF : Philippe Catoire) : George the Geek
- Sheila Paterson : Mrs O'Malley
- Frank C. Turner : Frank
- Gina Chiarelli : Pauline
- Ben Johnson : Gino
- Connor Widdows : Anthony
- Norman Armour : Doctor
- Barbara Tyson : Sylvie
- Ben Derrick : Plumber
- Ken Pogue : Lou
- Jonathan McMurtry : Mick the Pawnbroker
- Dean P. Gibson : Churchill Downs Ticket Seller
- Karen Elizabeth Austin : Nun #1
- Shelley Adam : Nun #2
- Michael Rawlins : Tommy
- Hiro Kanagawa : Japanese Business Man #1
- Kenji Shimizu : Japanese Business Man #2
- Kenji Koyama : Japanese Business Man #3
- Katrina Mathews : Mud Wrestler #1
- Ella : Mud Wrestler #2
- Carla White : Mud Wrestler #3
- Jane Sowerby : Becky
- Bill Elliot : Billy Tip-Top Barman
- Ona Grauer : Ariel
- Karey A. Daley : Dancer
- Karen Campbell : Sassy Sue
- Erin Wright : Ashley
- Karen Holness : Scarlet
- Laurie Bekker : Monique
- Ron Small : Geek's Barman
- Eric Keenleyside : Larry
- Roger C. Cross : Roscoe Lee
- Betty Phillips : Grandmotherly Sitter
- Nicholas W. Von Zill : Maître D'
- Forbes Angus : Man in Restaurant
- Shaun Johnston : Wayne